# Silas Malafaia
Silas Malafaia (ur. 14 września 1958 w Rio de Janeiro) – brazylijski pastor zielonoświątkowy, autor książek i teleewangelista. Jest także absolwentem psychologii, prezesem wydawnictwa Central Gospel Music i wiceprezesem Ponaddenominacyjnej Ewangelicznej Rady Duchownych Brazylii (CIMEB), organizacji zrzeszającej ponad 8 tys. duchownych, z prawie wszystkich denominacji ewangelicznych w Brazylii.  
Malafaia dobrze jest znany ze swojego zaangażowania politycznego, silnego sprzeciwu wobec małżeństw osób tej samej płci i aborcji. W wyborach 2012 roku udzielając poparcia kandydatom pomógł wygrać 24 burmistrzom i 16 radnym w siedmiu stanach. W wyborach prezydenckich 2018 roku poparł ostatecznego zwycięzcę Jaira Bolsonaro. 
W sierpniu 2012 został wybrany na drodze głosowania publicznego przez program Sistema Brasileiro de Televisão (SBT) o nazwie Największy brazylijczyk wszech czasów jako jeden z 30 najbardziej wpływowych Brazylijczyków w historii kraju.
Głosi teologię dobrobytu. W styczniu 2013 roku magazyn Forbes wymienił Silas Malafaia jako trzeciego najbogatszego pastora w Brazylii, o wartości netto szacowanej na 150 milionów dolarów.
Obecnie pastor Zgromadzenia Bożego „Zwycięstwo w Chrystusie” w Rio de Janeiro w dzielnicy Penha. W 2017 roku zbór ten przekroczył liczbę 50 tysięcy wiernych.
Za swój skuteczny wkład w społeczeństwo pastor Silas Malafaia został uhonorowany tytułem Dobroczynnego Obywatela Stanu Rio de Janeiro, przyznanym przez Zgromadzenie Ustawodawcze Stanu, oraz Medalem Pokojowym dostarczonym przez Armię Brazylijską.